# محوطه شمس‌آباد ۱۲
محوطه شمس‌آباد ۱۲ مربوط به هزاره سوم قبل از میلاد است و در شهرستان ایرانشهر، بخش بمپور، دهستان بمپور غربی، روستای شمس‌آباد، ۱۵۰ متری شمال شرقی روستای شمس‌آباد واقع شده و این اثر در تاریخ ۲۶ اسفند ۱۳۸۷ با شمارهٔ ثبت ۲۵۸۶۱ به‌عنوان یکی از آثار ملی ایران به ثبت رسیده است.